# 梧凤站
梧鳳站（韓語：오봉역）是朝鮮民主主義人民共和國咸镜北道恩德郡的一個鐵路車站，属于灰岩线。

## 历史
- 1942年9月10日，开通使用。

## 邻近车站
灰岩线
恩德站 - 梧鳳站